# Нотранський музей
45°46′38.261″ пн. ш. 14°13′2.461″ сх. д. / 45.77729472° пн. ш. 14.21735028° сх. д.

Нотранський музей (слове. Notranjski muzej Postojna) — розташований в місті Постойна, регіону Нотрансько-крашка, Словенія. В музеї виставляється найбільша виставка про карст у світі, скелети тварин льодовикового періоду, інтерактивна екскурсія по всіх 11 693 печерах Словенії. Виставкові площі займають 700 квадратних метрів на двох поверхах будівлі Нотранський музей. В музеї проводять екскурсії англійською та італійською мовами.

## Історія
Нотранський музей був створений за ініціативою Лео Вільхара  27 квітня 1951 році. Протягом своєї історії він діяв у різних статусних формах. Таким чином, в 1974 році він був перетворений на колекцію музею карсту в рамках Інституту досліджень карсту Словенської академії наук і мистецтв у Постоїні, а в 1990 році він знову був перетворений на незалежну установу Нотранський музей в Постойній. Остання зміна статусу датується 2010 роком, коли муніципалітет, із включенням Нотранського музей до державної установи «Знання» та збереженням його незалежності, дозволив музею розпочати свою діяльність у нових приміщеннях та забезпечив умови для автономного та професійного зростання музей.
З 26 лютого 2015 року в музеї  розміщується постійно діюча музейна експозиція про карст - Музей карсту. Виставка музею карсту є важливим новим придбанням Словенії та представляє унікальну виставку для презентації класичного карсту. Після проведення виставки карсту в Постойній, окрім Постойнської печери та Інституту досліджень карсту, стала останньою карстовою установою. Інститут Знаньє в Постойній отримав європейське фінансування для оформлення виставки, її виставки та супутніх заходів у рамках проекту IPA Adriatic.

## Відділи музею
- Архіологічний відділ -  це найстаріший і найбільший відділ у Нотранському музеї. Протягом історії Музею музейні археологи Мехтільда Урлеб, Валентин Шейн та Альма Бавдек виконували основне завдання вивчення району Нотрансько-крашка. На археологічних розкопках, в; Крижна гора, Шмарата, Синя гориця біля Церкниці, Унець, Шмігель під Нанос, Раздрто, Трново біля Ілірської Бистриці…, зібрана археологічна колекція придметів з поселень від старого кам’яної доби до пізнього середньовіччя. Предмети, що надійшли до музею, також могли бути випадковими знахідками або як подарунок від приватних осіб, складають собою культурно-історичну колекцію. На сьогодні десятки тисяч археологічних предметів зберігаються у відповідних музейних складах.[5][2]
- Відділ кафедри біології - У відділі збирають та обробляють фауністичні та флористичні дані, на основі яких проводять систематичну та природоохоронну експертизу для Нотранського регіону. Основна увага приділяється печерній (підземній) фауні та перепису більшості груп тварин, що мешкають у словенських печерах.
- Етнологічний відділ - Відділ займається вивченням людських традицій та інновацій у культурному ландшафті Карсту з акцентом на дослідженні особливостей та характеристик місцевих просторів (звичаї, спадщина дерев, народне мистецтво, культура рибальства тощо), їх визнання та роль у житті споживачів, глобальні цінності щодо місцевої спадщини.
- Відділ кафедри Історії - Після майже п’яти років збору матеріалів Лео Вільхара  відкрив музей 27 квітня 1951 року. Того дня було відкрито перший музейний відділ, відділ кафедри Історії та першу постійну виставку « Приморська в боротьбі за свободу».Предмети, зібрані та представлені на той час, становлять основу сьогоднішньої виставки - Збірки новітньої історії.Однією з основних колекцій історичного відділу є Печерна колекція. Були створені колекції: скляні пластини, діапозитиви та стерео діапозитиви, фотографії, дипломи, листівки, плакати та інші дрібні речі, а також культурно-історична колекція.
- Консерваційно-ресавраційний відділ -Відділ був створений у 1998 році, коли музей найняв консерватора-реставратора Петра Крижмана та облаштував приміщення під консерваційно-реставраційну майстерню. Кафедра в основному орієнтована на збереження археологічного матеріалу, який є найбільш обширним за кількістю предметів у музеї. Окрім консервації та реставрації археологічного матеріалу, відділ також виконує процедури консервації дерев’яних та металевих предметів етнологічного та історичного відділу.
- Педагогічний відділ - Проводить виставки та екскурсії, також залучає мололодь до мастер класів.

## Програма музею

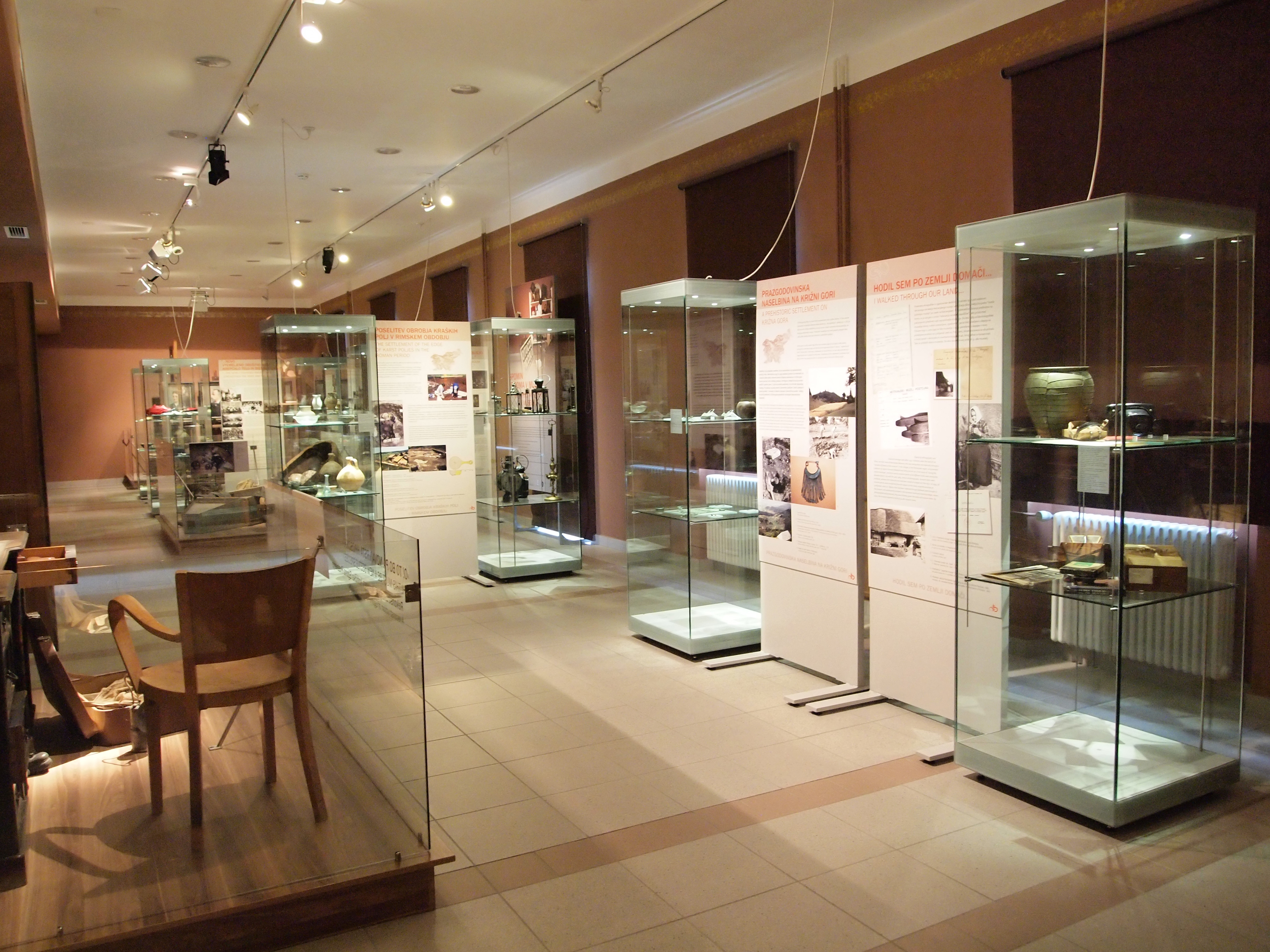

Перший поверх виставки присвячений динамічній презентації карсту; від подорожі в минуле та виявлення ключових факторів, що сприяли формуванню карсту, до хронологічного огляду його тисячолітнього розвитку та представлення ключових карстових районів Словенії та пов’язаних з ними явищ.
Весь другий поверх виставки присвячений карстовому утворенню - карстовій печері. 
Предямський скарб займає особливе місце на виставці, яка вважається одним з найбільших скарбів, що зберігається Нотранському музеї. Це знахідка позолоченої посудини, яка століттями була прихована в Предямському замку до відкриття під час реставрації в 90-х роках, і розповідає історію суспільного життя, яке відбувалося при свічках та за столом, вистеленому стравами та напоями.
У 2016 році Музей підготував використання програми Nexto. Додаток дозволяє відвідувачу музею прослухати записи аудіогіду та відео пояснення до експозицій. Після встановлення програми кожна людина обирає точки з основними моментами постійної виставки та знайомиться з ними.Відвідувачі  можуть прослухати постійну виставку словенською, англійською чи італійською мовами.